# Palagonia
Palagonia – miejscowość i gmina we Włoszech, w regionie Sycylia, w prowincji Katania.
Według danych na rok 2004 gminę zamieszkiwało 16 626 osób, 291,7 os./km².